# Syzygium aneityense
Syzygium aneityense är en myrtenväxtart som beskrevs av André Guillaumin. Syzygium aneityense ingår i släktet Syzygium och familjen myrtenväxter.
Artens utbredningsområde är Vanuatu. Inga underarter finns listade i Catalogue of Life.